# Селиванов, Александр Иванович (военный)
Александр Иванович Селиванов (ок. 1790 — 1849) — российский контр-адмирал, член Общего присутствия морского интендантства.

## Биография
Родился в 1789 году в семье дворян Санкт-Петербургской губернии.
В 1800 году поступил кадетом в Морской корпус; будучи в гардемарином, находился с 1804 по 1807 гг. в Средиземном и Адриатическом морях на фрегате «Автроил». В 1807 году, произведённый в мичманы, он участвовал при взятии крепости Курцола и в сражении с французскими канонерскими лодками под крепостью Сполатро; затем плавал в Венецию и Корфу, оттуда — в Триест. В 1810 году возвратился берегом через австрийские владения, из Венеции в Кронштадт. 
В 1813 году, в чине лейтенанта, плавал на 32-пушечном фрегате «Полукс» из Кронштадта к берегам Англии и Голландии, а с 1816 по 1819 г. на компанейском корабле «Кутузов» совершил кругосветное плавание к берегам Российско-Американских владений. 
В 1827 и 1828 годах, в чине капитан-лейтенанта, командуя бригом «Ревель», он перешёл из Кронштадта в Средиземное море к острову Мальте и крейсировал в Архипелаге (Эгейское море и Эгейские острова), после чего возвратился на том же бриге в Кронштадт. В 1830 году, командуя фрегатом «Анна», в составе отряда капитана I ранга Ф. П. Литке ходил в практическое плавание с гардемаринами в Атлантический океан до острова Исландия. В 1831—1833 гг. командовал фрегатом «Анна»; весной 1831 года капитан 2-го ранга А. И. Селиванов перешёл из Кронштадта в Архипелаг для усиления отряда контр-адмирала П. И. Рикорда и участвовал в действиях флота во время гражданской войны в Греции; летом 1833 года вместе с эскадрой вице-адмирала М. П. Лазарева пришёл в Севастополь. Берегом возвратился в Кронштадт. В 1832 году был награждён орденом Св. Георгия 4-й степени. 
С 11 августа 1843 года — контр-адмирал, с назначением командиром 3-й бригады 2-й флотской дивизии; имея свой флаг на корабле «Вола», в 1846 и 1847 гг. крейсировал в Балтийском море.
В 1849 году был назначен членом Общего присутствия морского интендантства. 
Умер 16 (28) августа 1849 года. Похоронен на Смоленском православном кладбище (вместе с ним — контр-адмирал Николай Александрович Селиванов (1836—1899) и Наталья Александровна Селиванова (?—1899)).

## Награды
- орден Св. Георгия 4-й ст. (№ 4738; 21.12.1832)